# Ouragan Bonnie (1998)
Pour les articles homonymes, voir Cyclone tropical Bonnie.
L'ouragan Bonnie fut un ouragan majeur qui toucha la Caroline du Nord et endommagea sévèrement les récoltes. Ce cyclone est le deuxième de la saison cyclonique 1998 dans l'océan Atlantique nord et le premier ouragan majeur. Bonnie se développa à partir d'une onde tropicale au large de l'Afrique le 14 août. Cette onde s'intensifia progressivement et devint une dépression tropicale le 19 août. Cette dépression commença à se déplacer vers l'ouest-nord-ouest et devint une tempête tropicale le jour suivant. Le 22 août, Bonnie fut requalifiée en ouragan avec un œil bien défini. Au maximum de son développement, l'ouragan était de catégorie 3 dans l'échelle de Saffir Simpson et pivota vers le nord-nord-ouest. En tant que cyclone étendu et puissant, Bonnie toucha la Caroline du Nord le 27 août, tandis qu'il ralentissait en bifurquant vers le nord-est. Le cyclone fut temporairement rétrogradé au niveau de tempête tropicale pendant qu'il s'éloignait au large. Cependant, il se retransforma en ouragan de catégorie 1 bien qu'il s'affaiblissait en rencontrant des eaux plus froides.
En prévision d'un ouragan majeur, les régions côtières de la Floride à la Virginie s'étaient préparées au pire. 950000 personnes avaient été évacuées des deux Carolines et l'armée évacua des centaines d'avions et de navires de la zone prévue du passage de l'ouragan. Des soldats avaient été déployés dans ces régions.
L'ouragan Bonnie toucha la côte comme un cyclone de catégorie entre 2 et 3 avec des pointes de vent à 167 km/h et un total cumulé de précipitations de 280 mm. Des arbres ont été déracinés et des lignes électriques couchées. En outre, des fenêtres ont été détruites et des toits arrachés. Des dizaines de milliers de pneus s'échouèrent formant un récif artificiel. Les dommages aux récoltes ont été importants mais en règle générale, la tempête a été moins violente que prévu. L'étendue des dommages a été estimée à 1 milliard de dollars (1998).

## Météorologie

### Évolution météorologique

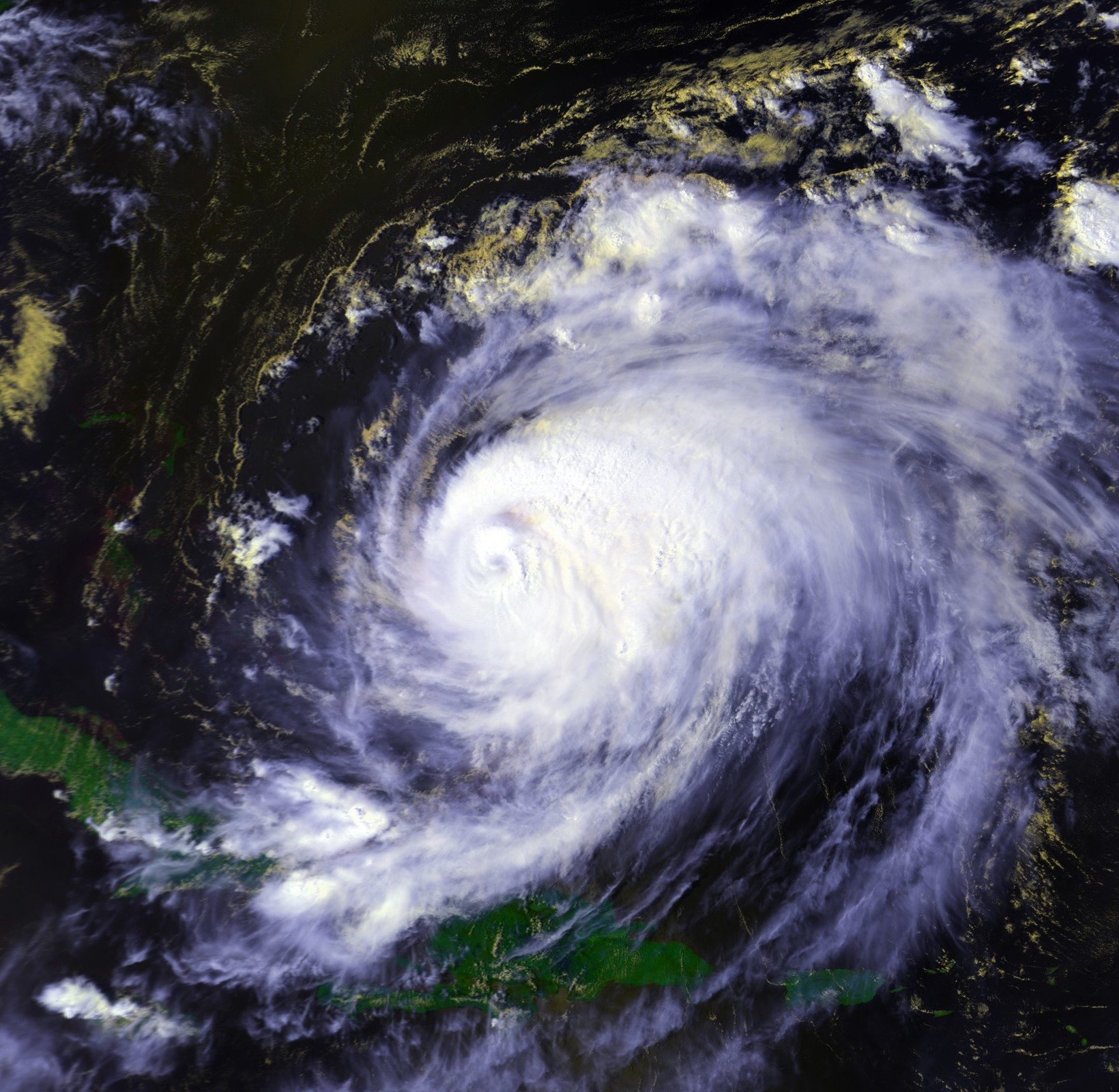
Bonnie le 23 août

Le 14 août 1998, une onde tropicale se forma sur la côte ouest de l'Afrique juste au nord de Dakar et se déplaça vers l'ouest à travers l'océan Atlantique. Un anticyclone situé au-dessus d'eaux plus fraîches dévia la perturbation vers l'ouest-sud-ouest où se trouvaient des eaux plus chaudes et des systèmes convectifs commencèrent à se développer. Plusieurs vortex existaient à l'intérieur d'une zone de circulation globale et à 12:00 UTC le 19 août, ces vortex fusionnèrent pour former une dépression tropicale. Les vents situés juste au nord du centre dépressionnaire bien que peu organisés, acquièrent rapidement la force d'une tempête. Les navires dans la zone rapportèrent une circulation générale en forme de boucle bien que ledit système avait une forme allongée dans le sens
nord-ouest-sud-est. Le régime des vents en altitude était tel qu'une intensification de la tempête tropicale était probable. Le cyclone commença alors à se déplacer vers le nord-ouest.
Quelques heures plus tard, le centre dépressionnaire (œil) sembla se reformer à proximité des zones convectives, ce qui était une indication du renforcement du cyclone tandis qu'un flux divergent était présent sur le flanc ouest du cyclone.
La convection devint de plus en plus intense à proximité du centre,
et à 1200 UTC le 20 août, la dépression tropicale fut requalifiée en tempête tropicale tandis qu'elle continuait à se déplacer vers l'ouest-nord-ouest en périphérie d'un anticyclone situé sur les îles Leeward.
Plus tard le 20 août, le premier avion de reconnaissance pénétra dans le cyclone et mesura une pression atmosphérique de 1 001 hPa. Le cyclone effleura les îles Leeward tandis que la zone orageuse se trouvait au nord du cyclone en haute mer. La tempête Bonnie commença à organiser son système de circulation globale tôt le 21 août.
Le jour suivant, la tempête s'intensifia à nouveau. Elle prit le caractère d'un cyclone tropical avec des images satellites montrant la formation de bandes de nuages dans les quadrants ouest et nord.
L'avion des chasseurs d'ouragans mesura un minimum de pression de 987 hPa et la formation quasi complète d'un mur d'œil tôt le 22 août. Par conséquent la tempête fut requalifiée en ouragan. En accord avec les prévisions météorologiques, Bonnie ralentit son déplacement.
Plus tard dans la même journée, l'ouragan fut requalifié au niveau 2 dans l'échelle de Saffir Simpson avec une nouvelle baisse de pression centrale de 15 hPa en 8 heures. Dans le même temps, à la suite de l'affaiblissement de l'anticyclone sus-mentionné, les courants impactant la trajectoire du cyclone s'affaiblissaient. Cela en combinaison avec la présence d'une dépression provoqua une bifurcation du cyclone dans une direction orientée plus nord-nord-ouest sur le flanc est de l'anticyclone.
Un système de basses pressions en altitude bloqua pratiquement le cyclone tôt le 23 août
avant son déplacement vers le nord-nord-ouest. Bonnie devint un ouragan majeur de catégorie 3 le 23 août à 12:00 UTC avec des rafales de vent de 185 km/h.
Le bulletin suivant du National Hurricane Center (NHC) annonça que l'œil commençait à avoir une forme bien définie. Le cyclone commençait à s'affaiblir car il avait provoqué une remontée d'eaux plus froides sur son passage à cause de son ralentissement. Un autre facteur d'affaiblissement était peut-être la présence de la dépression qui provoqua sa bifurcation vers le nord bien que le système de hautes pressions au-dessus du cyclone aurait dû limiter l'affaiblissement dudit système.
Nonobstant le cisaillement des vents, la circulation globale, étendue et puissante, ne s'affaiblissait point.
Tôt le 25 août, le cisaillement et le mélange avec de l'air plus sec affaiblirent finalement Bonnie. Les images satellitaires montrèrent que le cyclone prit une forme plus désordonnée et son œil temporairement disparut sous une couverture nuageuse.
Le cyclone accéléra légèrement le 26 août, et tôt ce jour-là, il se déplaçait à 23 km/h.
Un système de basses pressions au niveau moyen de l'atmosphère dévia Bonnie en direction du nord-nord-est et à 21:00 UTC, l'œil passa à l'est du cap Fear en Caroline du Nord. Le cyclone ralentit à nouveau et finalement il toucha le lendemain la côte à Wilmington comme un ouragan de catégorie entre 2 et 3.
Le radar météorologique indiqua que les vents s'étaient rapidement affaiblis en deçà de la force d'un ouragan et le cyclone fut requalifié en tempête tropicale.
Cependant, le cyclone pivota vers l'est en réponse à l'approche du système de basses pressions, l'œil se rapprocha de la mer et les vents commencèrent à se réintensifier.
En conséquence, le cyclone redevint un ouragan à 00:00 le 28 août.
Le centre déviait vers l'est au large des côtes.
Le cyclone rencontra des eaux plus froides et n'eut plus la force d'un ouragan à 18:00 UTC ce jour-là. Les orages s'affaiblirent significativement et le cyclone prit un caractère extra-tropical en l'espace de quelques jours.
Tôt le 29 août, le demi-cercle ouest avait pratiquement disparu;
seule une bande subsistait au sud-est du centre.
Bonnie fut déclaré un cyclone extra-tropical à 18:00 UTC le 30 août, au sud de Terre-Neuve.

### Études scientifiques

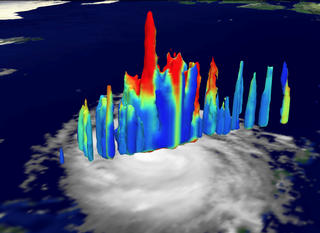
Les tours convectives dans le mur de l'œil de l'ouragan Bonnie.

Pendant et après le passage de l'ouragan, des études extensives furent effectuées. Cet ouragan a été surnommé l'« ouragan le plus étudié de l'histoire ». Il fut observé par le satellite Tropical Rainfall Measuring Mission. On observa des tours convectives dans le mur de l'œil atteignant une altitude de 59 000 pieds soit 18 km. Cela fut la première fois que ce satellite observa une telle structure concernant un cyclone tropical comme l'avait déclaré Robert Simpson.
Le cyclone fut aussi utilisé pour accroître les connaissances sur les cyclones tropicaux. Ainsi, une flotte d'avions fut utilisée pour analyser les niveaux inférieurs, moyens et supérieurs du cyclone. 500 capteurs furent parachutés dans le cyclone, chacun coûtant 600 dollars et les données furent transmises aux centres de recherches par GPS.

## Mesures préparatoires
Le 20 août, un avis de veille fut émis pour les îles de Antigua, Anguilla, Barbuda, Saba, Saint-Eustache et Saint-Martin et il fut annulé le lendemain. Peu après, une alerte de tempête tropicale fut émise pour les îles Vierges. Un avis de tempête tropicale pouvant atteindre la force d'un ouragan fut diffusé pour les Îles Turks-et-Caïcos et le sud-est des Bahamas. Le 24 août, ces avis de tempête furent rapportés tandis qu'une alerte d'ouragan a été émise pour le sud-est des États-Unis. Cet avis s'étendait de Murrells Inlet (Caroline du Sud) jusqu'à la frontière entre la Caroline du Nord et la Virginie. Le 27 août, l'avis de cyclone tropical s'étendait jusqu'à Plymouth. Le 29 août, toutes ces alertes ont été levées.

### Floride et Caroline du Sud

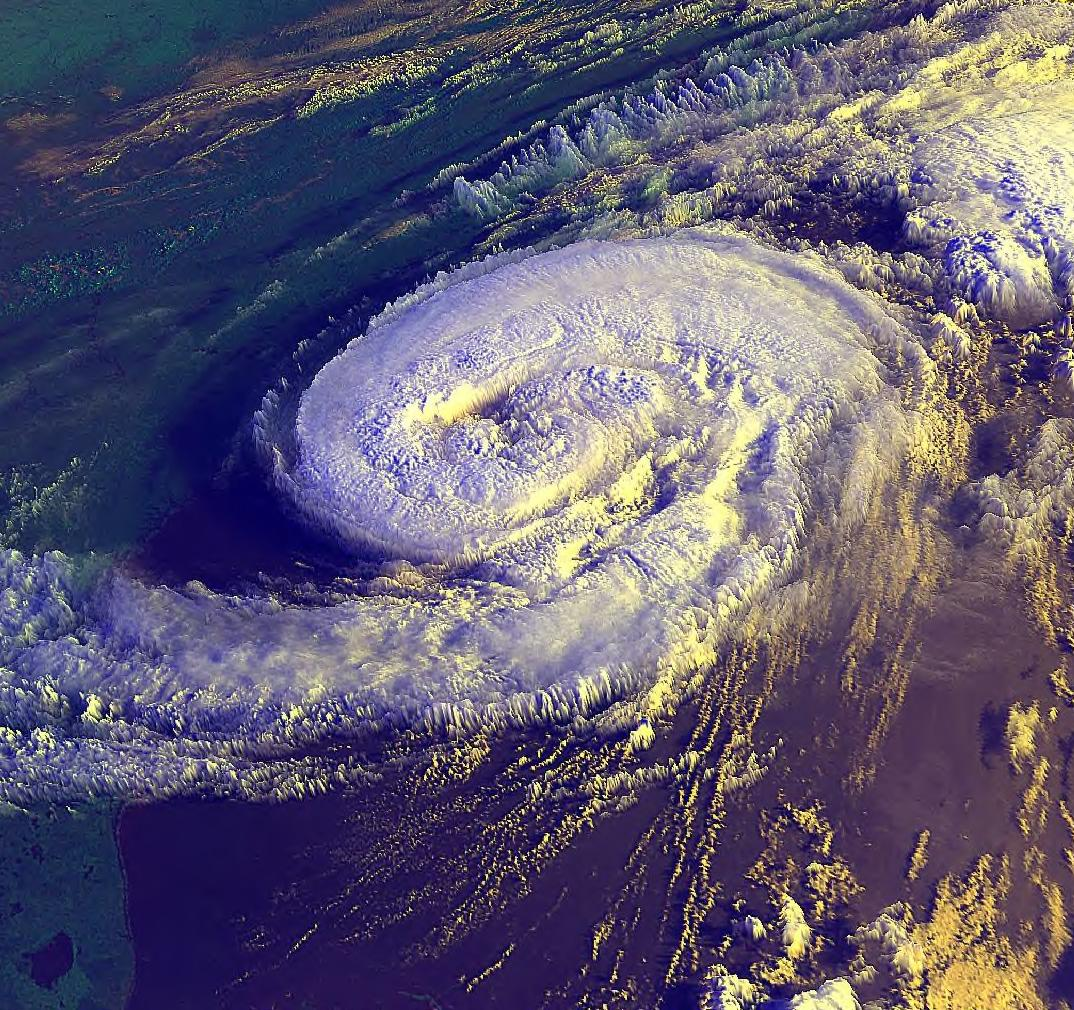
Bonnie le 26 août

Initialement, on pensait que la Floride allait être touchée; la hiérarchie militaire surveillait la situation. Des alertes de grosses déferlantes ont été émises pour toute la zone depuis le milieu de l'état jusqu'en Géorgie. Le National Hurricane Center déconseilla baignades et activités nautiques. La base de Mayport ordonna à 25 navires de prendre le large en prévision de tempête qui se rapprochait. L'Armée du salut était prête à entrer en action à Jacksonville en cas de besoin.
Les magasins de bricolage virent une augmentation de 75 % de leur chiffre d'affaires grâce à la vente d'équipements permettant de faire face à la situation.
Les modèles numériques avaient d'abord prévus que la tempête se dirigerait vers la Caroline du Sud ou la Géorgie.
Avant l'arrivée de l'ouragan en Caroline du Sud, des chercheurs de l'Université de Clemson utilisèrent Bonnie pour tester une nouvelle méthode de détermination des dégâts que le cyclone allait provoquer.
En Caroline du Sud, la Garde nationale mobilisa 1512 hommes, dont 1474 faisaient partie de l'armée de Caroline du Sud. Le 25 août, les services d'urgence activèrent le niveau 1 des opérations. Le même jour, le gouverneur proclama l'état d'urgence et ordonna l'évacuation de tous les résidents à l'est de la route US 17 dans les comtés de Horry et Georgetown. Les écoles aveint été fermées dans tout l'état.
Plus de 200 0000 personnes dont 120 000 touristes, furent évacuées de ces comtés. 6000 d'entre elles furent accueillies dans des refuges.
Dans un sondage, 12 % des personnes interrogées ont pris en considération les conditions de circulation automobile dans leur décision de partir ou pas.
Sur le
Grand Strand, Bonnie fut le premier ouragan où des bus avaient été affrétés pour évacuer des personnes.

### Caroline du Nord et Virginie

Animation des bandes de précipitations vues par un radar météorologique lors l'arrivée en Caroline du Nord

Environ 815 hommes de la Garde nationale furent rappelés en Caroline du Nord pour en particulier préparer l'évacuation de 750 0000 résidents. Des évacuations forcées et volontaires ont été effectuées dans une partie de l'État.
Les Outer Banks ont été l'objet d'évacuations en grand nombre; au moins 300000 personnes partirent provoquant d'énormes bouchons.
Des forces d'active ont été mobilisées pour faire face à la situation et 4 officiers de coordination ont été affectés. Les centres d'urgence du Department of Defense ont ouvert dès le 21 août. En plus, le U.S. Atlantic Command activèrent leur cellule d'urgence jour et nuit. Les soldats des 3 armes évacuèrent leur équipement, y compris navires et avions.
Le North Carolina Department of Environment and Natural Resources ferma plusieurs parcs naturels ainsi que les 3 aquariums, le bureau des pêches en mer prévit de rouvrir tout de suite après que les dégâts causés par la tempête eurent été réparés.
Une enquête sur le coût des évacuations face à la tempête a été effectuée dans 8 comtés de Caroline du Nord impliquant 1029 foyers.
Une autre étude a été effectuée en ce qui concerne les évacuations face à Bonnie dans l'état. Des touristes furent interrogés, et il apparut que 90 % d'entre eux évacuèrent la région lorsque l'ouragan menaça. 56 % d'entre eux rejoignirent leurs foyers, 3 % allèrent en refuge, 22 % prirent leurs quartiers chez des amis ou parents, et 16 % allèrent ailleurs. Au total, 58 % restèrent en Caroline du Nord, 12 % se rendirent en Virginie, 6 % se relogèrent en Caroline du sud et 24 % allèrent dans d'autres régions. La plupart des personnes évacuées partirent le 25 août; 80 % d'entre elles utilisèrent leur propre véhicule et 18 % utilisèrent un véhicule de location.
Les autorités de l'État ouvrirent 100 refuges pour recevoir les touristes et
résidents évacués.
En Virginie, 15 municipalités déclarèrent être en situation d'urgence et les autorités locales prirent des mesures afin d'informer et protéger les habitants. Les personnes résidant dans des mobile homes ou dans des campings ont été priées d'évacuer les lieux et 13 municipalités ont ouvert des refuges d'urgence le 26 août. Le gouverneur de Virginie Jim Gilmore déclara l'état d'urgence et par conséquent les services d'urgence dudit État furent mobilisés. Les plages et jetées furent fermées à Virginia Beach, Hampton et Gloucester. Les associations locales annulèrent les festivités à cause de la menace de Bonnie. Les évacuations s'étaient effectuées sur la base du volontariat en par conséquent, les hôtels s'étaient retrouvés complets.
60 navires de la marine américaines avaient reçu l'ordre de quitter le port de Norfolk et s'éloigner en haute mer le plus loin possible de la tempête.
L'État de Virginie avait interdit toute baignade sur la côte.
Pendant que Bonnie progressait vers le nord, un avis annonçant la possibilité
de tornades fut
émis sur toute la partie est de la Virginie.

## Impact

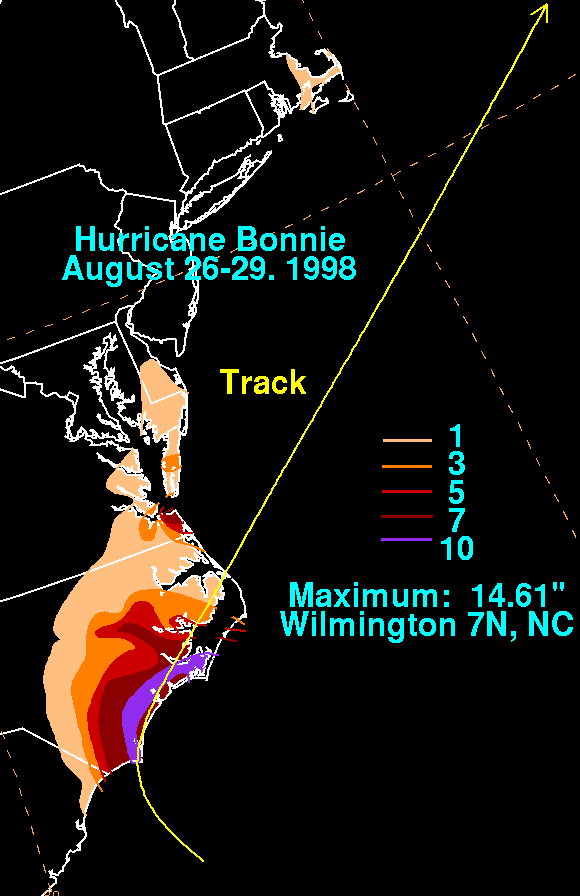
Cumuls de précipitations liées à Bonnie

Sur la côte est des États-Unis, 2 nageurs ont été emportés par les courants d'arrachement. De nombreux autres baigneurs ont pu être secourus. Aux États-Unis, Bonnie a fait 1 milliard de dollars de dégâts.

### Îles au large de la Floride
Lorsque Bonnie était au nord de la mer des Caraïbes, seules des précipitations légères sont tombées sur Porto Rico. Cependant le cyclone provoqua des précipitations abondantes et de violentes rafales sur les Bahamas, bien qu'aucun dommage d'importance n'eut été signalé.

### Caroline du Sud
Lors du passage de l'ouragan à l'est de l'état, le cumulé des précipitations a été compris entre 50 et 100 mm et des ondes de tempête ont été présentes.
La pointe de vent la plus forte enregistrée dans l'état est de 131 km/h sur la jetée de Cherry Grove. Les vents soutenus ont atteint 122 km/h au pavillon de Myrtle Beach. Les dégâts ont été importants dans le comté de Horry où des arbres et des lignes électriques ont été renversés.
Plusieurs arbres furent déracinés dans le comté de Charleston, et le toit d'un centre commercial fut arraché à
North Myrtle Beach.
Un homme de 50 ans mourut électrocuté par son générateur électrique pendant une panne de courant à Myrtle Beach.
Sur la côte, un jeune homme de 25 ans a été emporté par des courants d'arrachement à Surfside Beach, comté de Horry. Le montant total des dégâts s'élève à 25 millions de dollars.

### Caroline du Nord
Quand l'ouragan toucha la côte, il avait presque atteint son intensité maximale provoquant des rafales de vent atteignant 157 km/h bien qu'au phare en mer de Frying Pan Shoals les vents atteignirent 167 km/h.
Les vents les plus intenses se produisirent lors du passage des premières bandes de précipitations où des rafales descendantes localisées provoquèrent des dégâts importants. Les vents soutenus ont officiellement été de 82 km/h à Elizabeth City avec des rafales de 101 km/h. Dues au lent déplacement de l'ouragan, des pluies diluviennes se sont abattues sur Jacksonville avec un cumulé de précipitations de 280 mm. En d'autres endroits, le cumul des précipitations a été de 250 mm. Cependant comme la région avait été précédemment frappée par la sécheresse, les inondations n'ont pas été aussi catastrophiques qu'elles auraient pu l'être. Les inondations les plus importantes ont eu lieu le long du fleuve du Cap Fear. L'onde de tempête la plus importante a été enregistrée dans le comté de Brunswick où elle atteignit entre 1,5 et 2,5 m de hauteur. Ailleurs les inondations n'affectèrent que les zones mal drainées ou en contrebas.
Les inondations sur le littoral ont été limitées bien que la crue du fleuve Pongo inonda plusieurs maisons. D'autres inondations sur la côte ont été signalées dans divers ports et villes côtières. Une partie de la route 12 avait été fermée dans l'île de Hatteras à cause d'une marée haute. À North Topsail Beach, de nombreuses dunes construites après l'ouragan Henri (1996) furent détruites et le long des Bogue Banks, des dizaines de milliers de pneus faisant office de récif artificiel échouèrent sur la côte.

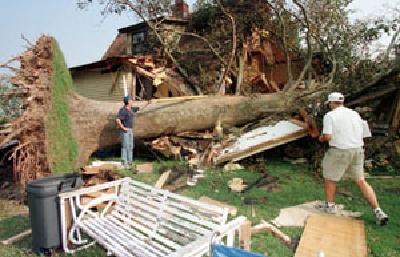
Cet arbre en tombant tua une personne à Barco (Caroline du Nord)

Une jeune fille a été tuée par la chute d'un arbre sur sa maison dans le comté de Currituck. À travers la partie est de l'état, des arbres et lignes électriques ont été abattus et de nombreux édifices ont été endommagés. De nombreuses jetées ont été soit endommagées ou détruites, y compris l'Indian Steamer et les jetées d'Indian Beach dont de larges sections ont été emportées par le vent ou les vagues déferlantes. À cause du vent, 300 m2 de la toiture et des climatiseurs de l'hôpital du comté de Brunswick ont été arrachés.
L'ouragan priva 500000 personnes d'électricité. Dans certaines zones les débris végétaux et structurels se sont accumulés sur une hauteur de près de 1 m. Il a été signalé que les fourrés ont empêché les débris de se déplacer plus à l'intérieur des terres.
Wilmington était une zone particulièrement affectée par la catastrophe avec des routes inondées et des arbres couchés en travers des chaussées, Les cultures et en particulier celles du tabac ont été sévèrement touchées.
Le gouverneur Jim Hunt déclara : You fly along and don't see much damage to the beach houses, and it's easy to think we didn't have much damage. But then you look at the tobacco in fields and you know the damage has been extensive. (Traduction: « Vous survolez la région et vous observez peu de dommages aux maisons directement sur la côte, vous en déduisez faussement que les dégâts ont été limités. Cependant lorsque vous observez les champs de tabac, vous vous rendez compte que les dommages ont été importants. »)
Les récoltes perdues représentent la majeure partie des dommages.
47 personnes qui ne quittèrent point les lieux à temps trouvèrent refuge dans le phare de Bald Head Island lorsque l'ouragan se déchaîna au plus fort.
Malgré tout, l'impact de Bonnie a été moins important qu'initialement redouté.
Au total, les dommages aux édifices ont été estimés à 240 millions de dollars tandis les dommages aux récoltes ont été nettement plus élevés.
À plusieurs endroits, la morphologie a été changée. À Wrightsville Beach l'ouragan a déplacé un ilot vers le sud et au nord, une barre sableuse s'est formée du fait du transport de sable par l'ouragan. Des dunes ont été arasées. De même, à Topsail Beach l'ouragan arasa 27 dunes détruisant 60 % d'entre elles.
Les sédiments provenant du lessivage s'accumulèrent sur 50 cm de hauteur en arrière de la plage. De nombreuses dunes arasées ont été reconstruites. De grosses vagues endommagèrent les fondations de maisons sur pilots qui ont été par la suite renforcées à la suite de l'érosion du sable des plages.

### Virginie

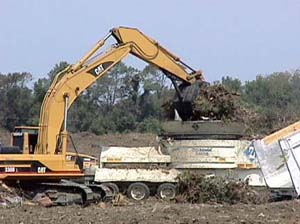
Nettoyage des débris en Virginie

Bonnie passa juste au large du sud-est de la Virginie.Il déversa des pluies torrentielles sur la région et le vent souffla en tempête. Les vents soutenus ont atteint 130 km/h à Cap Henry et les rafales ont atteint 168 km/h. Par ailleurs, des vents de 130 km/h ont signalés sur la côte. De nombreuses habitations ont été endommagées dans la région d'Hampton Roads et Virginia Beach; les vents soufflèrent les vitres de plusieurs hôtels. L'onde de tempête était généralement de 50 cm à 1 m avec des hauteurs plus grandes localement provoquant des inondations dans la zone côtière. Le cumulé des précipitations a varié de 25 à 150 mm selon les endroits avec les précipitations les plus fortes dans la région de Norfolk.
Entre 320 000 et 650 000 usagers se sont retrouvés privés d'électricité dans l'état,.
Les pannes de courant on perturbé la production d'eau potable et la gestion des eaux usées et les autorités locales ont demandé aux usagers de limiter la consommation d'eau. Dans le quartier d'Ocean View de Norfolk, la tempête a arraché les toits de 2 complexes d'appartements et endommagea les murs de plusieurs autres bâtiments. Sur la côte, des bateaux furent arrachés de leur amarrage
Dans la région de Tidewater, des milliers d'arbres ont été abattus et des centaines de bâtiments d'habitation ou commerciaux ont été touchés. Parmi ceux-ci, 40 immeubles ont été déclarés en péril. Des débris ont été transportés de plusieurs blocs en direction des terres. Parmi les zones les plus touchées, on pourra citer Sandbridge où 12 habitations ont été sévèrement endommagées. Les autorités de l'état étaient peu préparées à la catastrophe car elles croyaient affaire à une tempête tropicale de faible intensité. La région de Virginia Beach et Norfolk a subi 15 millions de dollars de dégâts.
Dans l'ensemble de l'état, les compagnies d'assurance eurent à payer 95 millions de dollars d'indemnités.

### Mid-Atlantic, Nouvelles Angleterre et provinces de l'Atlantique

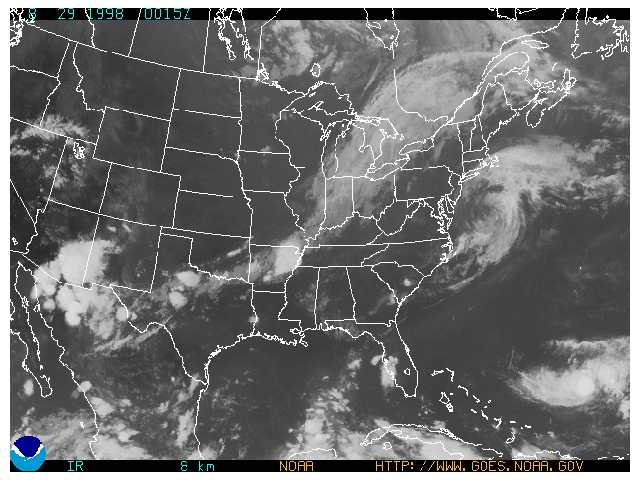
Image satellite de Bonnie au large des côtes de la région Mid Atlantic le 29 août

Tandis que la tempête se déplaçait en haute mer, les bandes de pluie externes touchèrent la côte du Maryland avec des pointes de vent de 67 km/h à Ocean City (Maryland), et des vagues de 3 m de hauteur. Aucun dégât ne fut recensé.
Des pluies faibles ont été enregistrées plus au nord dans le Delaware et le New Jersey. Seulement 5 mm de pluie sont tombés sur New York. Une personne fut prise dans des courants d'arrachement et se noya près de Rehoboth Beach (Delaware). Sur la côte du New Jersey, Bonnie provoqua des grosses vagues et des courants d'arrachement nécessitant des centaines de sauvetages en mer et blessant 8 personnes. La tempête passa au plus près de l'État le 28 août et était à 230 km d'Atlantic City, bien que de grosses déferlantes se produisirent plusieurs jours plus tôt, soit le 23 août. De nombreuses plages avaient été fermées et la baignade interdite en plusieurs endroits. Les rafales de vent dans l'État étaient modérées et n'ont atteint que 55 km/h; les plages n'ont subi que peu d'érosion.
À Point Pleasant Beach, il y a eu deux signalements de noyades dues à une grosse mer engendrée par la tempête. Cependant l'homme en question fut repéré sur la plage avec sa fiancée. Les deux personnes furent inculpées de fausse déclaration à la police.
Bonnie passa nettement au sud du Cape Cod, bien qu'une bande pluvieuse toucha le comté de Plymouth (Massachusetts). Des pluies diluviennes avec un cumulé de précipitations de 100 mm s'abattirent à Whitehorse Beach. À d'autres endroits, le cumulé de précipitations fut de 25 mm. Les vents ont soufflé de 40 à 60 km/h. Une pointe de vent de 83 km/h a été enregistrée par une bouée de Georges Bank. Un homme fut tué lorsque sa barque à rames chavira en présence d'une déferlante de 30 à 60 cm d'amplitude; son compagnon survécut en nageant vers le rivage,.
Dans l'après-midi du 29 août, Bonnie entra dans la zone sous la responsabilité du Centre canadien de prévision des ouragans en tant que tempête tropicale et passa au sud de la Nouvelle-Écosse et de Terre-Neuve. Le cumul des précipitations fut de l'ordre de 15 à 25 mm; les pointes de vent furent de 102 km/h. Sur la côte, des rafales de vent un peu plus fortes ont été observées. Sur l'île de Sable (Canada), le cumulé des précipitations s'est élevé à 30 mm. Une bouée au large a enregistré une vague de 17,9 m de hauteur.

### Conséquences
À la suite du passage de l'ouragan en Caroline du Nord, 10 comtés ont été déclarés comme zones de désastre naturel,
tandis que 30 comtés pouvaient faire l'objet de mesures d'aide publiques. Des refuges furent ouverts dans 11 comtés et l'aéroport de Raleigh-Durham ferma brièvement.
Pour nettoyer les dizaines de milliers de pneus échoués sur le rivage, des centaines de prisonniers furent envoyés vers les Bogue Banks. Certains pneus étaient enfouis dans le sable et ne purent être retirés qu'à marée basse. 700 prisonniers supplémentaires furent employés à des tâches de nettoyage et 39 équipes de prisonniers aidèrent les agriculteurs à sauver les récoltes de tabac. En Caroline du Sud, le comté de Horry fut déclarée zone de désastre naturel ç cause des dégâts. En Virginie, les villes Chesapeake, Norfolk, Portsmouth, Suffolk, et Virginia Beach pouvaient aussi recevoir des aides publiques.
Après le départ du cyclone, un orage empêcha la poursuite de la remise en état du réseau par la Virginia Power company.
Le gouverneur de Virginie Jim Gilmore alloua 11 millions de dollars de crédits d'état ou fédéraux à 5 villes afin qu'elles puissent effectuer les réparations nécessaires. Le cyclone provoqua aussi une diminution de 13,6 % du volume des ventes de maisons dans le sud des États-Unis au cours du mois d'août à cause des craintes des acheteurs dans les zones côtières.
Au cours de l'ouragan, le site The Weather Channel subit un accroissement significatif du trafic passant de 3 millions de visites par jour à 10 millions le 26 août qui saturèrent le site web. Les 7 sites principaux d'informations météorologiques virent une augmentation de leur trafic de 123 % du 24 août au 26 août, en comparaison de la semaine précédente.